# Риболов
Риболов је активност лова риба. Реч риболов се такође користи и за лов на друге животиње које живе у води као што су разне шкољке, ракови, лигње, сипе, хоботнице, корњаче и др., једино се за китове користи појам китолов. Риболов је стара и широко распрострањена активност са разним техникама и традицијама, али и применом модерних технолошких помагала.
Према ФАО статистици, укупан број рибара и пољопривредника рибе је процењен на 38 милиона. Рибарство пружа директно и индиректно посао према проценама за 200 милиона људи. Разликују се спортски и комерцијални риболов. Риболов се према месту улова може поделити на: речни риболов, морски риболов, језерски риболов, и вештачки риболов (рибогојство).
Према статистикама ФАО агенције Уједињених нација, процењује се да укупан број комерцијалних рибара и узгајивача рибе износи 38 милиона. Рибњаци и аквакултура пружају директно и индиректно запослење за преко 500 милиона људи у земљама у развоју. Године 2005, светска потрошња рибе уловљене риболовом у дивљини по глави становника износила је 14,4 килограма, а додатних 7,4 килограма убрано је са рибогојилишта.

## Историја
Риболов је древна пракса која датира барем од почетка периода горњег палеолита пре око 40 000 година. Изотопска анализа коштаних остатака Тјенјуенског човека, модерног човека од пре 40.000 година из источне Азије, показала је да је редовно конзумирао слатководну рибу. Археолошке карактеристике попут шкољки у отпаду, одбачених рибљих костију и пећинске слике показују да је морска храна била важна за опстанак и да је конзумирана у значајним количинама. Риболов у Африци је евидентан врло рано у људској историји. Неандерталци су ловили рибу око 200.000. п. н. е. Људи су могли да развију кошаре за замке за рибу, и да плетењем направе ране облике рибарских мрежа како би могли да лове више рибе и у већим количинама.
Током овог периода, већина људи је живела животним стилом ловаца-сакупљача и било је неопходно да буду стално у покрету. Међутим, тамо где постоје рани примери трајних насеља (мада не нужно и стално насељених) попут оних на Лепенском Виру, она су готово увек повезана са риболовом као главним извором хране.

## Главне области за рибарство
- Атлантски океан
- Индијски океан
- Тихи океан

### Атлантски океан
Нова економска фондација утврдила је да се бакалар лови за 38 одсто више него што научници саветују, плави пишмољ за 51 одсто, а врста бакалара полак чак 231 одсто више.

## Рибарење на стари начин
У неким деловима света, рибари још лове из малих бродова и користе мреже које се бацају руком, као што се то вековима радило. Ови рибари лове само онолико колико им је потребно за њихове потребе.

## Рибогојство
Рибогојство је привредна грана која се бави узгојем рибе у природним (река, језеро, море) или вештачким условима (рибњак), као и побољшањем укупног квалитета рибљег фонда.

## Галерија
- Рибари у Гренади
- Рибари у кануу
- Удица за рибу
- Риболовачка поља по ФАО
- Мрежа за пецање
- Пецање у реци
- Рибарење калимерама на реци Бојани (Црна Гора)
- Риболовачки мост 1962.
- Барка за чување и транспорт уловљене рибе
- Мрежа за лов риба гловица, Попово Поље. Музеј Херцеговине, Требиње
- Мрежа за лов риба и ости. Регионални музеј у Добоју, Добој
- Мрежа за лов риба и дрвена кошара. Музеј Семберије у Бијељини, Бијељина